# Cyathea nigropaleata
Cyathea nigropaleata är en ormbunkeart som beskrevs av Holtt. Cyathea nigropaleata ingår i släktet Cyathea och familjen Cyatheaceae. Inga underarter finns listade.